# Кампо деј Гали (Фрозиноне)
Кампо деј Гали је насеље у Италији у округу Фрозиноне, региону Лацио.
Према процени из 2011. у насељу је живело 108 становника. Насеље се налази на надморској висини од 185 м.